# Al-Qadisiyya (Gouvernement)
Al-Qadisiya (arabisch القادسية, DMG al-Qādisīya) ist ein Gouvernement im Süden des Irak. 
Es ist 8153 km² groß und hat eine Bevölkerung von 908.192 (2005). Die Hauptstadt ist Diwaniyya.
Die Distrikte sind:
- Afak
- ad-Diwaniyya
- al-Hamza
- asch-Schamiyya